# James Duff Brown
James Duff Brown (1862–1914) byl významným britským knihovníkem přelomu 19. a 20. stol. Jeho předmětová klasifikace byla na svou dobu jedinečná a netypická a stala se počátkem moderních bibliografických klasifikačních systémů. Jako jeden z prvních si uvědomoval nutnost interdisciplinárního přístupu a stejně jako Dewey a později Ranganathan zastával názor, že nejlepší metodou pro vyhledávání materiálů v knihovně je klasifikovaný katalog.

## Život
James Duff Brown se narodil v Edinburghu, formální vzdělání zakončil ve 12 letech a dalšího vzdělání dosáhl samostudiem. Začal pracovat pro různé nakladatele a knihkupce, poté byl zaměstnán jako junior assistant v Mitchell Library v Glasgow. V r. 1888 přešel do Public Library v Clerkenwellu v Londýně, kde zastával významnou pozici, díky níž získal značný vliv a prestiž ve světě britských knihovníků konce 19. stol. Brown byl velmi činorodý a energický, kromě mnoha děl o knihovnictví nebo muzikologii se zabýval i architekturou knihoven, napsal několik příruček pro knihovníky, navrhl např. plán prvního patra clerkenwellské knihovny, dále připravoval zkoušky pro začínající knihovníky pro Library Association nebo založil časopis Library World: A Medium of Intercommunication for Librarians. Až do své smrti byl aktivní v profesních knihovnických organizacích, zejména v Library Association.